# Charlotte Morgan
Pour les articles homonymes, voir Morgan.
Charlotte Morgan, née en 1976, est une coureuse de fond écossaise spécialisée en course en montagne. Elle a remporté le titre de championne du monde de course en montagne longue distance 2018 ainsi que le classement Long de la Coupe du monde de course en montagne 2021.

## Biographie
Charlotte fait ses débuts en course à pied dans sa jeunesse mais laisse tomber le sport lorsqu'elle entre à l'université. Ce n'est qu'à l'âge de 34 ans qu'elle se met à la compétition. Elle remporte ses premières courses en 2013. Elle remporte la Scottish Long Classics Series cette année-là. Elle ne participe qu'à quatre courses mais termine à chaque fois sur le podium et décroche deux victoires aux courses de Stùc a' Chroin et Pentland Skyline.
Elle termine troisième de la Three Peaks Race en 2017, course qui compte alors comme sélection pour les championnats du monde de course en montagne longue distance à Premana. Elle y termine septième,.
Elle crée la surprise en 2018 lors des championnats du monde de course en montagne longue distance. Elle bat la favorite locale Dominika Stelmach de 22 secondes et remporte le titre. Elle décroche également la médaille de bronze par équipes avec Victoria Wilkinson et Helen Berry,.
Elle prend part à la Coupe du monde de course en montagne 2021, se concentrant sur les épreuves de la catégorie Long. Le 27 juin, elle démarre sa saison de la meilleure des manières à la Tatra Race Run. Après une lutte serrée avec l'Italienne Alice Gaggi, Charlotte parvient à faire la différence pour remporter la victoire. Un mois après, toujours en Pologne, elle prend le départ du Tatra SkyMarathon. Voyant la Tchèque Marcela Vašínová s'envoler en tête vers la victoire, elle assure sa position sur la troisième marche du podium derrière la locale Katarzyna Solińska. Le 11 septembre, elle s'élance comme favorite sur le Canfranc-Canfranc Maratón. Prenant rapidement une bonne marge d'avance sur la Française Olivia Magnone, elle ne baisse pas l'allure, se blessant même au genou lors d'une chute dans la descente finale. Elle s'impose en 6 h 38 min 9 s avec près de vingt minutes d'avance sur sa plus proche rivale. Le 3 octobre, elle prend le départ de la dernière manche de la catégorie Long, le Zumaia Flysch Trail Maratoia. Déjà assurée mathématiquement de remporter le titre, elle démontre qu'elle n'est pas venue pour faire de la figuration. Menée dans un premier temps par la locale Oihana Kortazar, Charlotte hausse le rythme en milieu de course pour rattraper sa rivale puis la double pour filer vers la victoire. Elle remporte le classement Long haut la main grâce à ses trois victoires. Elle termine en outre deuxième du classement général.

## Palmarès
| no  | féminin            | Course                                                      | Longueur | Départ            | Temps           |
| --- | ------------------ | ----------------------------------------------------------- | -------- | ----------------- | --------------- |
| 57e | Médaille de bronze | Three Peaks Race                                            | 37,4 km  | 26 avril 2014     | 3 h 42 min 9 s  |
| 13e | Médaille d'or      | Gorski Maraton GM40                                         | 40 km    | 18 juin 2016      | 4 h 58 min 2 s  |
| 49e | Médaille de bronze | Three Peaks Race                                            | 37,4 km  | 29 avril 2017     | 3 h 33 min 19 s |
| 11e | Médaille d'argent  | Gorski Maraton GM40                                         | 41 km    | 17 juin 2017      | 4 h 31 min 53 s |
| 70e | 7e                 | Championnats du monde de course en montagne longue distance | 36,2 km  | 6 août 2017       | 4 h 8 min 6 s   |
| 51e | Médaille d'or      | Championnats du monde de course en montagne longue distance | 36,2 km  | 24 juin 2018      | 3 h 8 min 24 s  |
| 35e | 4e                 | Giir di Mont                                                | 32 km    | 29 juillet 2018   | 4 h 7 min 51 s  |
| 36e | Médaille de bronze | Thyon-Dixence                                               | 16,35 km | 4 août 2019       | 1 h 26 min 57 s |
| 59e | 7e                 | Championnats du monde de course en montagne longue distance | 41,5 km  | 16 novembre 2019  | 3 h 58 min 54 s |
| 22e | Médaille d'or      | Tatra Race Run                                              | 24,2 km  | 27 juin 2021      | 2 h 46 min 3 s  |
| 19e | Médaille de bronze | Tatra SkyMarathon                                           | 40 km    | 24 juillet 2021   | 5 h 23 min 11 s |
| 9e  | Médaille d'or      | Canfranc-Canfranc 45K                                       | 45 km    | 11 septembre 2021 | 6 h 38 min 9 s  |
| 6e  | Médaille d'or      | Zumaia Flysch Trail Maratoia                                | 43,3 km  | 3 octobre 2021    | 5 h 18 min 30 s |